# Incursioni wokou sotto Jiajing
Le incursioni wokou sotto Jiajing furono una serie di razzie scatenate sotto il regno dell'imperatore Jiajing (al potere dal 1521 al 1567) della dinastia Ming che causarono ingenti danni alle coste della Cina nel XVI secolo. Esse furono condotte dai pirati "wokou", termine con il quale originariamente ci si riferiva ai predoni giapponesi che attraversavano il mare e razziavano Corea e Cina; tuttavia, intorno alla metà del periodo Ming, negli equipaggi wokou figuravano anche portoghesi, coreani e, soprattutto, cinesi. I saccheggi da loro eseguiti rappresentarono un serio problema tra il 1540 e il 1550, raggiungendo il proprio apice nel 1555 e placandosi poi nel 1567. La portata distruttiva delle operazioni dei wokou interessò le regioni costiere di Jiangnan, Zhejiang, Fujian e Guangdong. I più recenti studi storiografici hanno permesso di gettare nuova luce sulle vicende, dilavandole da tutti quei pregiudizi che accompagnarono la narrazione delle vicende fino alla metà del Novecento circa.

## Contesto storico

### Commercio marittimo nella Cina del XVI secolo
Fino all'avvento della dinastia Ming nel 1368, la Cina vantava una solida tradizione commerciale, con gli scambi che interessavano finanche il remoto Oceano Indiano. Nel 1371, il fondatore della dinastia Ming, Hongwu, implementò le "interdizioni marittime" (haijin), vietando i commerci marittimi compiuti dai privati allo scopo di sradicare i fenomeni di pirateria. In virtù di tali provvedimenti, tutto il commercio marittimo doveva essere filtrato e autorizzato ufficialmente nell'ambito di un sistema definibile come "commercio dei tributi", ovvero prevalentemente imperniato sul ricevimento delle tasse di quegli Stati stranieri tributari della corte cinese. Queste realtà politiche più o meno ampie si riconoscevano vassalle dei Ming e ricevevano dei benefici per via del sostegno imperiale dimostrato. Un simile meccanismo, oltre a risultare vessatorio per gli stranieri coinvolti e a peccare di sinocentrismo, era inadeguato alle richieste dei mercati, sia nazionali che esteri, poiché i Ming avevano regole rigide su quale genere di commerci potesse intraprendere un vassallo. Nondimeno, essendo l'unica forma di commercio permessa con la Cina, il tipo di scambi summenzionato rimaneva estremamente redditizio per chi vi si dedicava. Fu per tale ragione che molte realtà, incluso il Giappone, si mostrarono disponibili a soddisfare gli adempimenti previsti dall'imperatore cinese.
Ai nipponici fu assegnata la città nello Zhejiang di Ningbo come porto di riferimento in Cina, e fu loro consentito di presentare tributi una volta ogni decennio. Queste missioni giapponesi nelle terre dei Ming continuarono fino al periodo Sengoku, quando il potere dello shogunato Ashikaga diminuì e il potere finì frammentato tra i daimyō regionali in lizza tra di loro. Queste faide intestine raggiunsero la Cina in concomitanza dell'incidente Ningbo del 1523, quando i commercianti del clan Ōuchi litigarono con il clan Hosokawa a Ningbo su chi avesse il diritto di presentare i tributi. Queste diatribe degenerarono in fretta e provocarono un indiscriminato saccheggio di Ningbo. Quando una flotta Ming solcò il mare con l'intento di ristabilire la pace, le imbarcazioni furono affondate e i commercianti giapponesi preferirono andarsene. Dopo questo episodio, i Ming proibirono a qualsiasi giapponese di commerciare a Ningbo, circostanza che spinse molti a unirsi ai pirati sulle isole al largo per commerciare beni cinesi.
Nel maggio del 1513, gli esploratori portoghesi raggiunsero la costa del Guangdong, portando lo scambio colombiano in Cina. Ciò creò una nuova domanda globale di prodotti cinesi, mentre le armi da fuoco europee e i raccolti del Nuovo Mondo approdarono in Cina per la prima volta. Tuttavia, il potenziale del mercato cinese era limitato dall'ottusa politica dei Ming sugli impedimenti marittimi. I primi tentativi portoghesi di avviare degli scambi economici non ebbero successo e il tentato insediamento portoghese alla foce del fiume delle Perle fu respinto nella battaglia di Tunmen del 1521 e nella battaglia di Xicaowan del 1522. I portoghesi, come i giapponesi, furono quindi costretti a condurre il loro commercio illegalmente sulle isole lungo la costa della Cina, lontano dalla portata delle autorità Ming.
In virtù di tali premesse, sia i giapponesi che i portoghesi furono estromessi dal commercio tributario nei primi decenni del XVI secolo. Al massimo poco prima del 1550, tuttavia, Giappone e Portogallo divennero i principali fornitori di argento nell'Asia orientale, importandolo da miniere come la Iwami Ginzan, in Giappone, e il Cerro de Potosí, in Bolivia. L'argento rappresentava la linfa vitale dell'economia cinese Ming, ma il suo governo impose molte restrizioni all'attività estrattiva a causa del timore che i lingotti finissero nelle mani di privati. Anche senza tali divieti, i filoni d'argento della Cina erano troppo risicate per soddisfare l'enorme domanda e situate a una distanza eccessiva dalle ricche e popolose province costiere del nel sud-ovest. Questa situazione rese i rapporti non ufficiali con gli stranieri molto redditizi e allettanti per i mercanti cinesi, nonostante i rischi e l'illegalità del loro commercio.

### I wokou

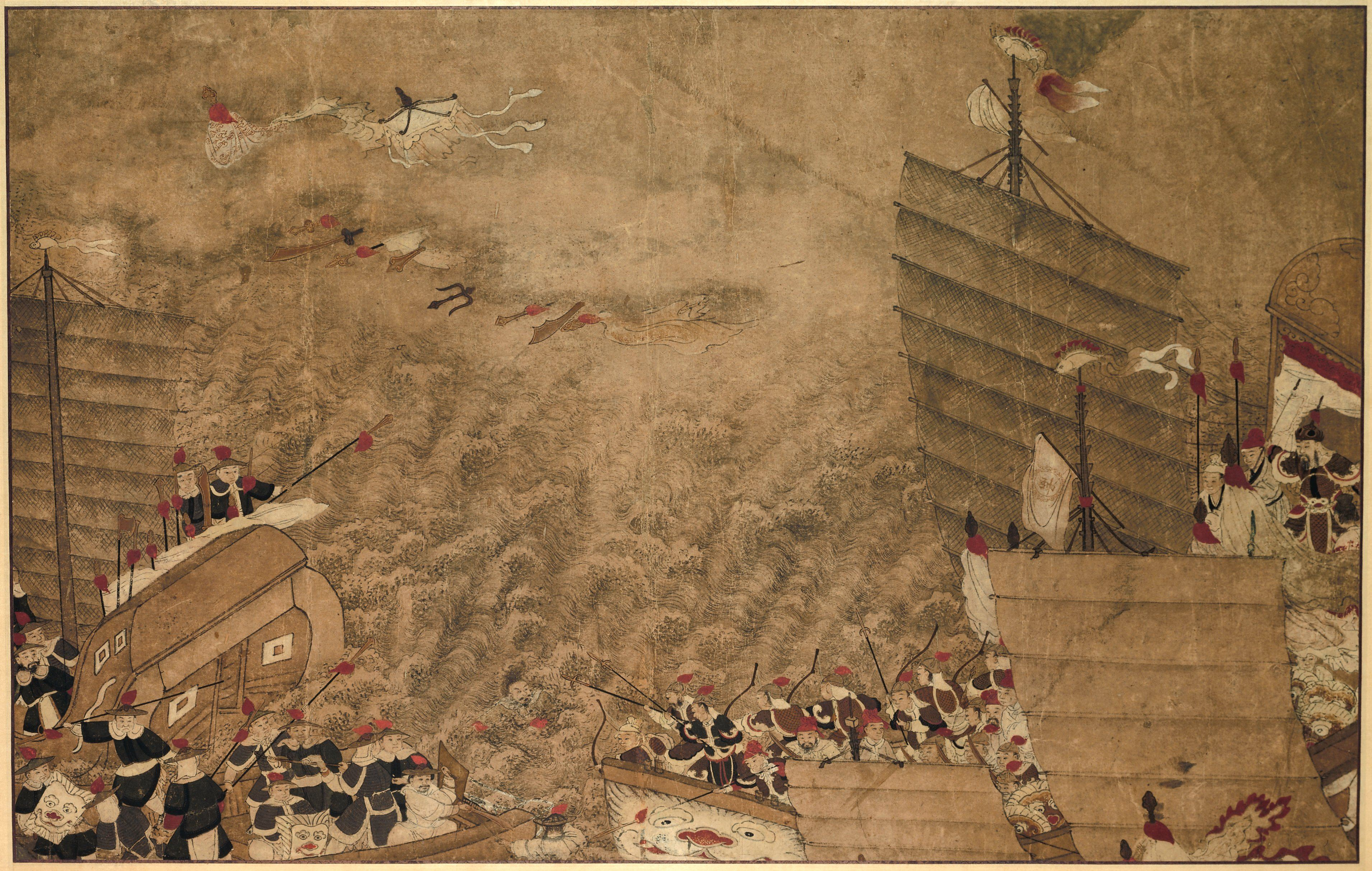
Quadro del XVIII secolo raffigurante una battaglia navale tra cinesi e pirati giapponesi

Il termine "wokou", che significa letteralmente "pirati nani", comprende l'esonimo "wo" (倭; "nano"), un carattere cinese che aveva una connotazione dispregiativa del popolo giapponese. Il termine fu impiegato per la prima volta per riferirsi agli invasori giapponesi sulla stele di Gwanggaeto risalente al 414 d.C., e fu riutilizzato nel 1223 quando i pirati giapponesi imperversarono nella vicina Corea. Questi avventurieri, con il passare del tempo, estesero l'area delle loro operazioni alle coste della Cina e, fino all'affermazione della dinastia Ming, degli avvistamenti si registrarono lungo tutte le spiagge dell'Asia orientale. Tuttavia, nel XVI secolo, i pirati nominalmente chiamati "wokou" non erano più giapponesi, ma nella maggioranza dei casi cinesi. Secondo la Storia dei Ming e altri documenti cinesi contemporanei, solo il 30% dei wokou del XVI secolo era giapponese, mentre la restante parte era di etnia cinese. Inoltre, quest'ultima componente esercitò un ruolo preponderante nelle successive incursioni wokou, mentre i giapponesi e altre minoranze (ad esempio i coreani) operarono in veste di semplici soci o braccianti.
I cinesi maggiormente coinvolti nelle attività wokou erano mercanti il cui commercio all'estero era ritenuto illegale dal governo Ming. Spesso si trattava di gente trasferitasi su isole al largo o addirittura in porti commerciali al di là del mare, poiché le restrittive leggi, oltre a proibire i viaggi sulle acque salate, sancivano il divieto di ritorno in patria per chi navigava. Tra i commercianti attivi all'estero, coloro che si distinsero di più furono Xu Dong (許棟) e i suoi fratelli, che cercarono fortuna a Malacca e nel Patani, e Wang Zhi e Xu Hai (徐海), stabilitisi nell'isola giapponese meridionale di Kyushu. I commercianti cinesi a Kyushu avevano profondi legami con i daimyō locali, garanti di protezione e sovvenzioni ai mercanti-pirati in cambio di una quota dei loro profitti. A titolo di esempio, le fonti descrivono il braccio destro di Xu Hai come il fratello minore del signore di Satsuma, Shimazu Takahisa, mentre il suo socio Chen Dong (陳東) ricopriva un'alta carica nella corte di Satsuma come capo del segretariato di Shimazu.
Per proteggere il loro carico dalle bande di pirati rivali e dalla marina Ming, i pirati mercantili si armarono con fucili e cannoni portoghesi e assoldarono combattenti giapponesi. Nonostante i Ming avessero scoperto le armi da fuoco portoghesi negli anni Venti del Cinquecento, esse erano perlopiù impiegate sulla frontiera settentrionale e non sulla costa. Inoltre, Wang Zhi aiutò i commercianti portoghesi a raggiungere Tanegashima nel 1543, dove i portoghesi introdussero per la prima volta l'archibugio ai giapponesi. Tale popolo, il quale già godeva della fama di spadaccini temibili, fu così dotato di armi da fuoco più avanzate di quelle che le forze di difesa costiera cinesi vantavano all'epoca. Pare che le truppe autoctone fedeli ai Ming temessero particolarmente gli archibugi dei pirati.

### Politiche sulla difesa costiera

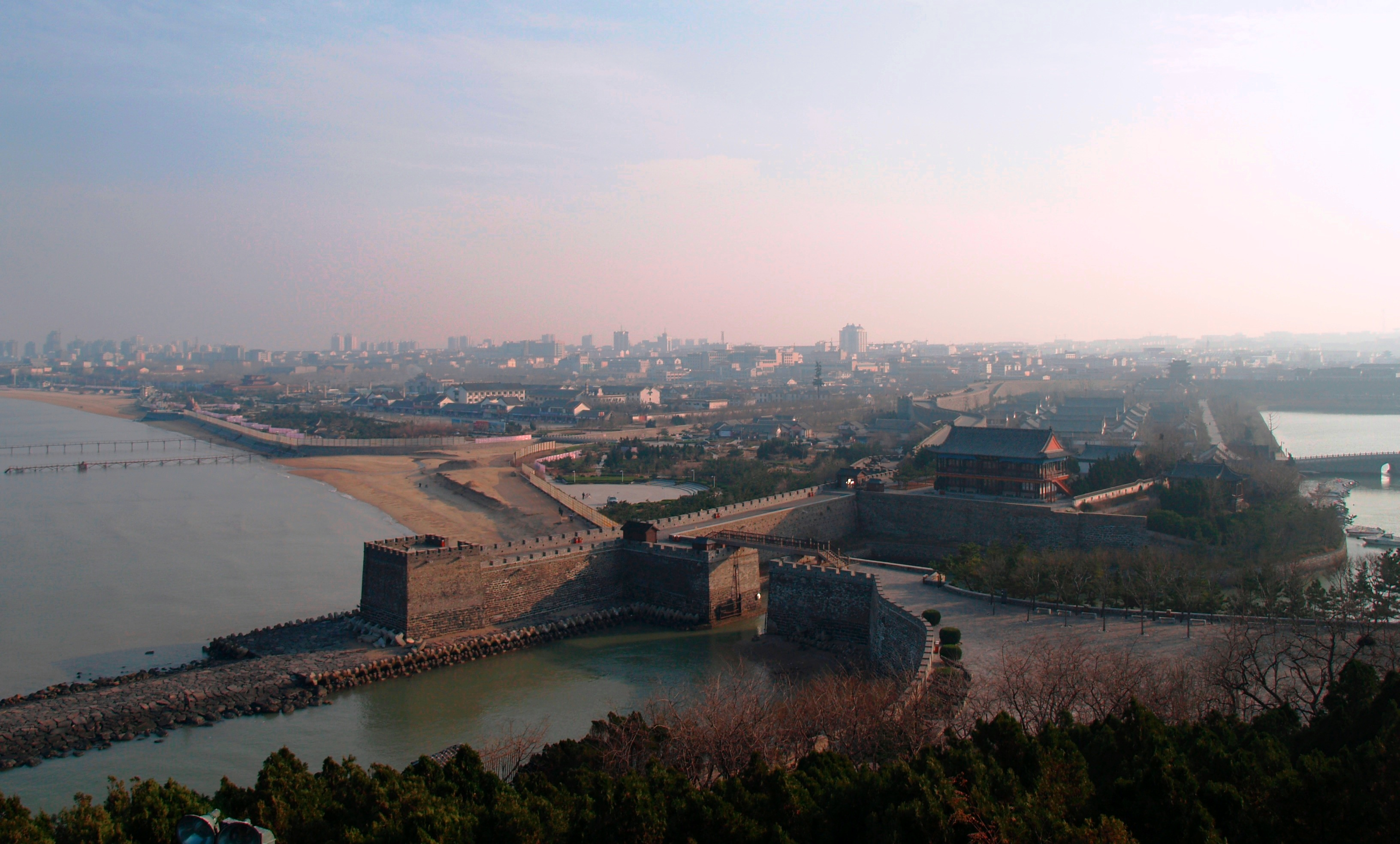
Panorama di Dengzhou (oggi nota come Penglai), sede di un'imponente flotta che venne gradualmente smantellata

Le manovre della marina Ming durante l'incidente Ningbo del 1523 evidenziarono il declino della supremazia navale cinese e destinarono ai ricordi i famosi viaggi del tesoro del 1433 che tanto ne avevano elevato la potenza. I primi Ming avevano studiato un sistema di pattugliamenti costieri e basi insulari finalizzato a presidiare la costa cinese, ma l'imperatore Zhengtong (al potere dal 1435 al 1449) lo revocò in virtù della sua linea di politica estera, maggiormente improntata alla passività piuttosto che all'attivismo dei suoi avi. La ragione ufficiale del ritiro era che queste basi avanzate in mare costituivano un peso gravoso per l'erario e per i civili, responsabili del loro rifornimento, motivo per cui si pensò che l'esercito Ming poteva concentrarsi sulla difesa dopo l'ipotetico sbarco degli invasori. Da allora, le navi da guerra non furono più utilizzate per pattugliare la costa e rimasero ancorate nei porti, dove arrivarono a marcire per via dell'incuria. Questo processo di smantellamento può essere compreso appieno se si pensa alla guarnigione navale stanziata a Dengzhou, nello Shandong. Essa contava una flotta di 100 navi da guerra nel suo periodo di massimo splendore, ma all'inizio del XVI secolo ne rimanevano solo tre. All'inizio della crisi wokou, negli anni '40 del Cinquecento, c'erano solo 68 navi da guerra governative lungo la costa del Fujian, mentre i fondi stanziati per la costruzione delle navi furono apparentemente sottratti. Inoltre, le guarnigioni navali lungo la costa non erano disposte a costruire e ospitare nuove imbarcazioni, poiché ciascuna necessitava di personale e risorse per la sua manutenzione. Le navi confiscate ai pirati e ridistribuite alle guarnigioni navali finirono sovente per essere rubate, scambiate o affondate.
Oltre al deterioramento delle navi da guerra, decenni di pace lungo la costa avevano relegato l'esercito a un ruolo marginale e il numero di soldati attivi cominciò a scarseggiare gravemente, soprattutto a causa della diserzione. Poco dopo il 1550, queste guarnigioni erano state ridotte di circa un terzo rispetto ai fasti del passato. Durante la crisi del wokou, i difensori dovettero aumentare le loro forze con vari gruppi di miliziani e mercenari come guardie della nobiltà, criminali locali e persino monaci shaolin. Il governo Ming, impegnato nella difesa della frontiera settentrionale contro i mongoli, poteva solo risparmiare rinforzi sulla costa impiegando banditi combattenti, vecchi pirati e "truppe lupo" autoctone (狼兵, langbing) guidate da capitribù riconosciuti dal governo (tusi). Queste truppe assortite, eufemisticamente chiamate "truppe ospiti" (客兵, kebing), erano generalmente inefficaci in battaglia e spesso erano invisi alla popolazione locale.
Il generale declino dell'esercito era sintomatico della confusa gestione delle province costiere. L'apparato amministrativo provinciale dell'epoca Ming si divideva in tre gerarchie parallele, di cui una per i civili, una per i militari e una per la sorveglianza. Questa struttura deliberatamente frammentata aveva lo scopo di scongiurare il rischio di regionalismi e l'ascesa di potenti funzionari a livello provinciale; tuttavia, si rivelò una tattica inefficace durante i momenti di emergenza. A partire dalla metà del XV secolo, i grandi coordinatori (xunfu) e i comandanti supremi (zongdu) furono spediti nelle province in emergenza militare soppiantando così le gerarchie provinciali precedenti. Nelle province colpite dai wokou, tuttavia, un grande coordinatore non fu nominato fino al 1547 a causa dell'ingerenza della nobiltà costiera coinvolta nel commercio estero illegale.
(Zhu Wan, Storia dei Ming vol. 205, "Biografia di Zhu Wan")
La nobiltà costiera, abbondantemente rappresentata alla corte Ming grazie ai candidati vincitori degli esami imperiali, stava accrescendo la propria ricchezza finanziando i contrabbandieri con navi marittime e traendo profitto dalla rivendita di merci di contrabbando a un valore più alto, a volte ritardando o addirittura rifiutandosi di pagare il prezzo ai contrabbandieri. La capacità di tenere sotto controllo l'insoddisfazione dei contrabbandieri si dovette a lusinghe, alleanze matrimoniali e alle minacce di convocare l'esercito Ming contro di loro. Altri due elementi utili coincidevano con l'assunzione di mercenari come guardie personali e con la corruzione dei funzionari locali affinché sottacessero i misfatti. Zhu Wan, che divenne gran coordinatore dello Zhejiang nel 1547, definì questi membri della nobiltà «pirati in toga e berretti» (衣冠之盜) e li identificò come la causa principale dei disordini costieri. Negli anni Quaranta del Cinquecento, questa fazione dell'aristocrazia iniziò a sgretolarsi quando i contrabbandieri insoddisfatti si ribellarono ai signori che formalmente li proteggevano. I Veritieri Registri dei Ming riferiscono di un'incursione avvenuta nel 1547 che coincise con la genesi dei gruppi di wokou; in quel frangente, contrabbandieri e stranieri bruciarono la tenuta della famiglia Xie a Yuyao dopo che il prominente clan Xie (謝氏) si rifiutò di pagare i propri debiti ai contrabbandieri e minacciò di informare l'imperatore.

## Shuangyu, il principale porto franco
Allontanati dai porti costieri della Cina, i commercianti giapponesi e portoghesi collaborarono con i contrabbandieri illegali nei porti insulari lungo la costa dello Zhejiang e del Fujian. Tra questi centri, Shuangyu, sull'isola di Liuheng (六橫島), al largo della costa di Ningbo, si affermò come il principale emporio del commercio clandestino.
All'inizio, Shuangyu ospitava soltanto delle tettoie temporanee per chi trasportava illegalmente le merci e per i loro beni durante i periodi in cui avvenivano gli scambi. Nel 1539, i commercianti del Fujian iniziarono a guidare i commercianti stranieri dal Patani e da Malacca al baratto a Shuangyu e iniziarono a occupare l'isola. Furono presto raggiunti dai mercanti del Fujian Jinzi Lao (金子老, "Anziano d'oro") e Li Guangtou (李光頭, "Li calvo"), che guidarono i portoghesi e vari avventurieri a Shuangyu. Attratti dal crescente commercio sulla costa dello Zhejiang, la compagnia dei fratelli Xu spostò la propria base operativa dalla penisola malese a Shuangyu. L'influenza crescente degli Xu e la loro stretta collaborazione con i portoghesi la resero capitale del contrabbando entro il 1542 dopo una serie di fusioni tra i mercanti-pirati di Shuangyu.
La marina Ming iniziò a reprimere i traffici illeciti nel 1543, ma gli Xu furono in grado di respingere gli attacchi Ming a Shuangyu con l'ausilio della potenza di fuoco portoghese. Galvanizzati dalle loro vittorie contro la marina Ming, i contrabbandieri ampliarono la loro rete di attività lungo la costa della Cina fino al Guangdong e nell'entroterra fino alla metropoli di Nanchino, con Shuangyu come centro nevralgico. Nel 1544, questa rete fu ulteriormente ampliata quando Wang Zhi si unì agli Xu, portando con sé i suoi collegamenti giapponesi a Shuangyu. In tal modo, Shuangyu raggiunse il suo apice come il più grande porto franco nell'Asia orientale marittima, commerciando beni dall'Europa e dall'Asia fino alla sua caduta nel 1548.

## Le campagne di Zhu Wan

### La distruzione di Shuangyu
Dopo diversi anni di discussioni sui disordini in corso sulla costa, la corte Ming sotto il gran segretario anziano Xia Yan decise di nominare un nuovo gran coordinatore per gestire la difesa nelle due province più colpite dalla problematica, lo Zhejiang e il Fujian. Nel 1547, il generale e veterano Zhu Wan fu nominato gran coordinatore dello Zhejiang e sovrintendente concorrente degli affari militari per la difesa costiera dello Zhejiang e del Fujian (巡撫浙江兼提督浙閩海防軍務), una nuova carica creata appositamente per affrontare la situazione. Si trattava della prima volta dopo molti decenni che lo Zhejiang aveva un singolo funzionario amministrativo anziché tre delegati provinciali, ciascuno responsabile rispettivamente delle gerarchie militari, provinciali e di sicurezza.
La situazione sulla costa era assai disperata all'inizio del mandato di Zhu Wan come gran coordinatore. Nel dicembre 1547, i portoghesi avevano saccheggiato Zhangzhou, e nel febbraio dell'anno successivo le città di Ningbo e Taizhou furono colpite da un numero senza precedenti di 1 000 predoni a bordo di cento navi. Questa incursione avvenne mentre Zhu Wan stava ispezionando il Fujian, e le truppe governative non riuscirono a impedire ai briganti di uccidere, saccheggiare e dare alle fiamme uffici ed edifici governativi. Nonostante il pessimo stato di difesa delle costiere e la diffusa collusione tra la nobiltà e i pirati, Zhu Wan portò a termine il suo compito con energia. Egli applicò rigorosamente le interdizioni marittime, proibendo a chiunque di avventurarsi in mare pena la morte, e utilizzò tutte le navi possibili per la difesa della costa. Pubblicò inoltre i nomi delle persone influenti invischiate nel commercio illegale, circostanza la quale generò grande fastidio nella nobiltà locale.
Il 15 aprile 1548, la flotta di Zhu Wan a Wenzhou salpò alla volta di Shuangyu sotto il comando di Lu Tang e Ke Qiao (柯喬). Gli uomini sbarcarono a Shuangyu durante una notte di giugno, aiutati da una fitta nebbia che favorì l'effetto sorpresa. Nell'attacco che ne seguì, da 55 a qualche centinaio di contrabbandieri perirono, ma le figure di spicco come Li Guangtou e Wang Zhi riuscirono a mettersi in salvo. Lu Tang rase dunque al suolo la città e rese il porto permanentemente inutilizzabile, riempiendolo di pietre su ordine di Zhu Wan. Zhu Wan e i suoi generali furono ampiamente ricompensati con dell'argento per la vittoria, attirandosi al contempo l'ira di nemici politici tra le file del nobiltà, i cui proventi subirono un drastico calo dopo la distruzione di Shuangyu. Alla fine, fu trovato un pretesto per declassare Zhu Wan alla posizione temporanea di ispettore generale (巡視), avanzando quale argomentazione il fatto che un singolo uomo non potesse amministrare con efficacia due province contemporaneamente.

### L'incidente di Zoumaxi
Dopo la perdita di Shuangyu, i contrabbandieri si sparpagliarono lungo la costa di Zhejiang e Fujian per trovare buoni nascondigli da cui continuare le loro precedenti operazioni. L'insenatura costituita dalle profonde acque dello Zoumaxi (走馬溪, "Torrente del Cavallo in Fuga"), presso la penisola di Dongshan e vicino al confine tra Fujian e Guangdong, fu ritenuta un luogo ideale per il commercio poiché il terreno riparava le navi dai venti, e gli abitanti della vicina Meiling (梅嶺) erano stati ampiamente coinvolti nelle attività illecite. Il 19 marzo 1549, Lu Tang e Ke Qiao tesero un'imboscata a due giunche a Zoumaxi mentre commerciavano con i portoghesi a bordo, causando la morte di 33 persone e la cattura di 206 contrabbandieri. Tra i catturati figuravano Li Guangtou e un certo numero di elementi portoghesi, e Lu Tang si spacciò per il re di Malacca dinanzi ai quattro portoghesi di più bell'aspetto per far sembrare la vittoria più netta. Temendo che i prigionieri potessero corrompere le sentinelle che li sorvegliavano per liberarli, Zhu Wan giustiziò 96 dei contrabbandieri cinesi avvalendosi della discrezionalità dei suoi poteri.
Le esecuzioni non autorizzate dei prigionieri Zoumaxi imposte da Zhu Wan fornirono un'eccellente opportunità per i suoi nemici politici. Il 27 aprile, Zhu Wan fu accusato di aver abusato i suoi poteri, poiché le esecuzioni dovevano essere autorizzate dall'imperatore. L'imperatore Jiajing rimosse Zhu Wan dal suo incarico e ordinò un'indagine completa sulla vicenda. Ritenendo che il destino sarebbe stato per lui avverso, soprattutto perché il suo sostenitore Xia Yan era stato giustiziato dopo essere caduto in disgrazia nell'ottobre dell'anno precedente, Zhu Wan scrisse il suo epitaffio e si suicidò ingerendo del veleno nel gennaio del 1550. L'indagine confermò le accuse secondo cui Zhu Wan aveva ucciso i prigionieri senza l'autorizzazione imperiale, e così fu emessa una condanna a morte postuma. Anche a Lu Tang e Ke Qiao fu riservato il medesimo provvedimento, e i contrabbandieri lusitani vennero trattati con mitezza, tanto che si impose il solo esilio. L'accaduto lasciò Galeote Pereira, uno dei membri dell'equipaggio portoghese catturato a Zoumaxi, molto impressionato da quello che giudicò come un esempio dell'imparzialità del sistema giudiziario cinese.

## Riproliferazione dei traffici wokou

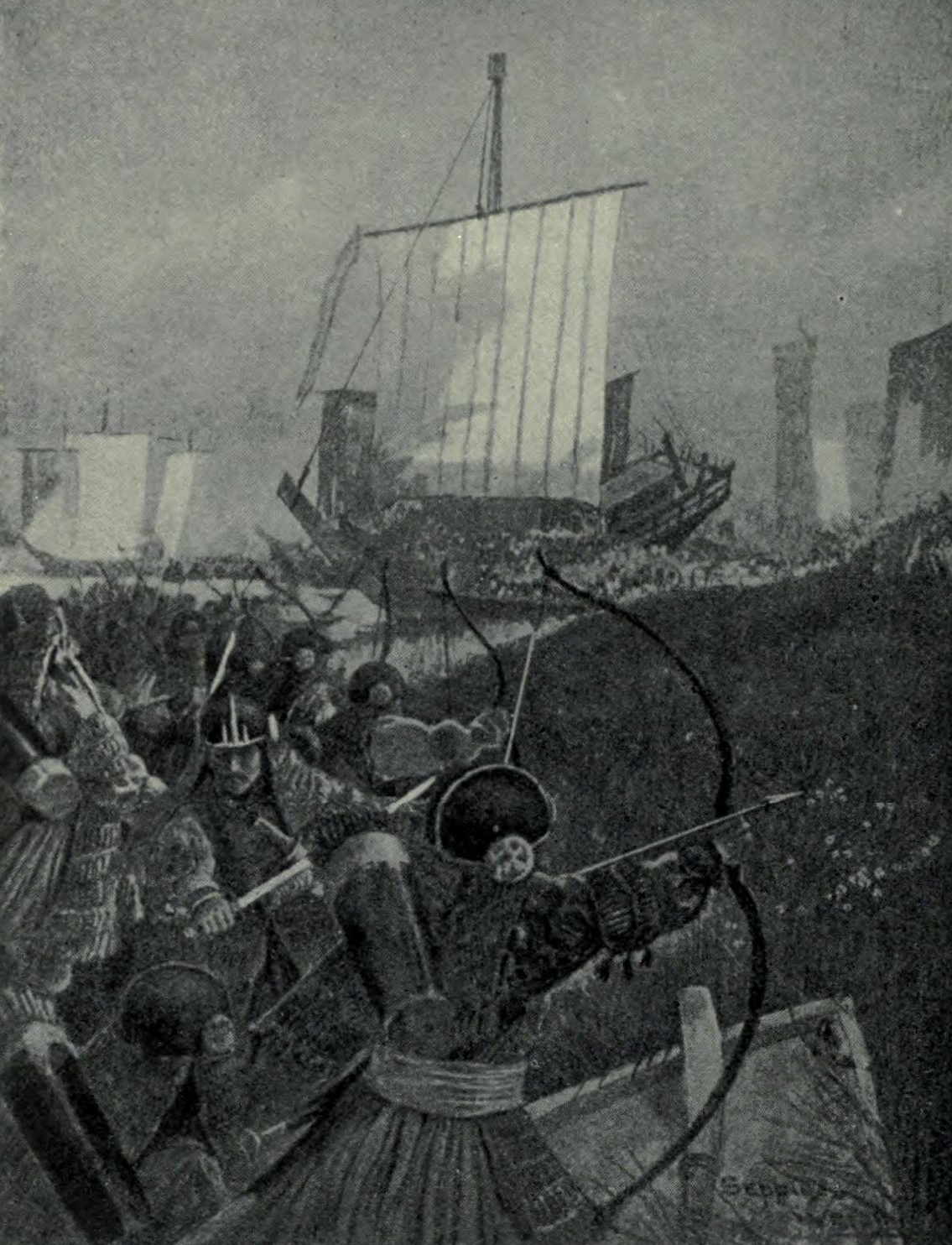
Illustrazione del XX secolo di un'incursione wokou compiuta sulla costa cinese

La morte di Zhu Wan fu seguita dal completo ritorno alle sue politiche e la flotta che Zhu aveva radunato finì dispersa. Per un triennio la posizione ricoperta da Zhu Wan rimase vacante e durante questi anni apparentemente nessun funzionario governativo osò accennare agli eventi in corso sulle coste per via della particolare atmosfera politica dell'epoca. Nonostante la vittoria morale conseguita dall'élite su Zhu Wan, essi avevano annullato l'unico strumento in grado di contrastare efficacemente la pirateria, ovvero il potere deterrente rappresentato dall'esercito Ming, e i wokou sfruttarono appieno il vuoto militare. La nobiltà, che ora affrontava frequenti attacchi ai propri possedimenti, iniziò a malincuore ad aiutare lo Stato a reprimere i wokou.
Con le loro reti commerciali illecite interrotte, i commercianti d'oltremare si unirono contro l'intensificata campagna anti-piratesca dei Ming. Wang Zhi si affermò come principale comandante di queste bande armate dopo che Xu Dong scomparve. I fratelli Xu avevano messo Wang Zhi al comando delle loro flotte, delle finanze e dei contatti esteri, motivo per cui Wang non ebbe molti problemi a prendere il controllo delle intere operazioni. Si stabilì nelle isole Gotō del Giappone dopo che i Ming lo avevano dichiarato fuorilegge, dove si auto-battezzò re di Hui (徽王) e intrecciò rapporti proficui non solo con il daimyō locale Matsura Takanobu, ma anche con signori minori come Ōtomo Sōrin e Ōuchi Yoshitaka. Nonostante il suo enorme potere, Wang Zhi cercò in principio di placare il governo Ming nella speranza di ottenere un allentamento degli impedimenti marittimi, ragion per cui consegnò alle autorità i capi pirati rivali che aveva catturato. Al contrario di quanto si aspettava, le autorità Ming rafforzarono i divieti nel 1551, impedendo persino alle barche da pesca di uscire in mare. Indignato, Wang Zhi scatenò le sue flotte pirata sulla costa cinese.
Gli attacchi dei wokou ebbero origine sotto la veste di rapide incursioni ai danni degli insediamenti costieri per ottenere provviste e beni funzionali al commercio. Ottenuto quanto desideravano o quanto ritenevano soddisfacente, i razziatori tornavano alle loro navi e se ne andavano. Entro l'estate del 1553, la situazione peggiorò al punto che nell'ambito di un'aggressione dei pirati potevano venire coinvolte centinaia di navi, circostanza la quale rendeva agevole sconfiggere delle guarnigioni e assediare dei centri imperiali. Nel 1554, i wokou stabilirono delle basi lungo la costa da cui potevano condurre le loro incursioni, minacciando le grandi città di Suzhou, Hangzhou e Nanchino.

## Tentativi di neutralizzazione dei wokou
Nel 1552, il gran coordinatore dello Shandong Wang Yu (王忬) fu convocato per assumere il vecchio incarico di gran coordinatore di Zhu Wan nello Zhejiang. Appena nominato, Wang Yu reclutò figure talentuose come Yu Dayou e Tang Kekuan (湯克寬), e liberò Lu Tang e Ke Qiao dal braccio della morte per mettere a frutto la loro esperienza contro i wokou. Si decise di avviare un programma di rafforzamento degli insediamenti più popolosi e dei piccoli villaggi, provvedimento che permise la realizzazione di una prima cinta muraria in molte città. Tuttavia, gli eserciti di Wang Yu subirono ripetute sconfitte nel 1553 e nel 1554, durante le quali le città di Hangzhou, del Songjiang, del Tongzhou e del Jiaxing furono prese di mira dai pirati. Le incursioni in queste città lungo il Gran Canale preoccuparono particolarmente la corte di Pechino, poiché minacciavano le spedizioni di grano e la fornitura di tasse dal granaio della Cina meridionale. Dovendo valutare il suo operato, la corte sollevò nel 1154 Wang Yu dal suo incarico.
Il suo posto toccò a Li Tianchong (李天寵), che assunse così la carica di gran coordinatore dello Zhejiang. Inoltre, il ministro della guerra di Nanchino Zhang Jing fu nominato comandante supremo delle forze armate in sei province costiere: Shandong, Chih-li, Zhejiang, Fujian, Guangdong e Guangxi. Questa nuova posizione, di rango superiore a quella dei grandi coordinatori, fu creata appositamente in risposta alla crisi generata dai wokou.

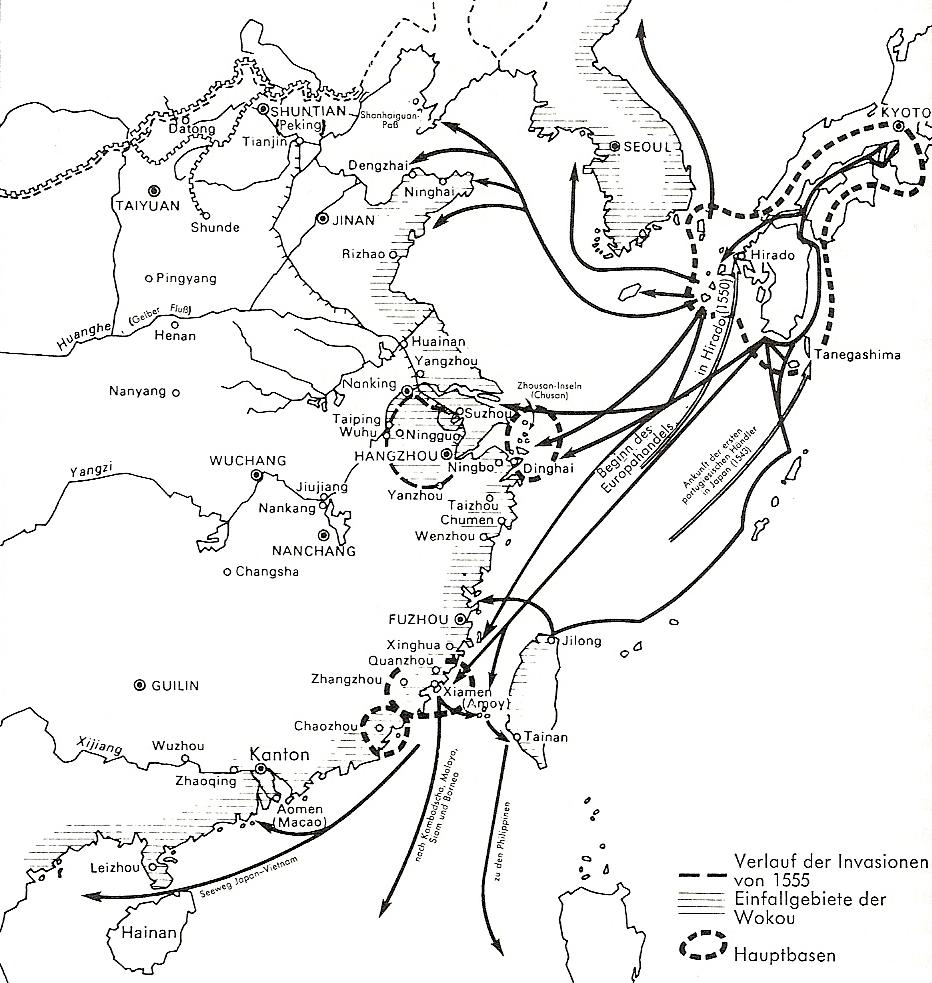
Cartina che mostra la portata degli attacchi wokou del 1555

In quel frangente, otto delle undici prefetture dello Zhejiang erano state devastate dai pirati e il 1555 coincise con l'anno più disastroso della crisi wokou. I pirati, che contavano fino a 20 000 uomini, avevano ultimato delle fortificazioni lungo la costa dello Zhejiang e avevano posto il loro quartier generale a Zhelin (柘林), sulla costa a sud di Shanghai. Le loro navi da guerra presidiavano il fiume Huangpu e gli equipaggi di razziatori portavano con sé persino l'artiglieria per assediare le città. I predoni rispondevano a un'alleanza di tre capi pirati cinesi, ovvero Xu Hai, Chen Dong (陳東) e Ye Ma (葉麻), che pianificarono di colpire, tra tutti gli obiettivi, la ricca Nanchino. Si sperava di catturare la grande metropoli di Hangzhou prima di proseguire per Nanchino, ma la banda di Xu Hai, che scelse di raggiungere Hangzhou via mare, fu spinta fuori rotta e dovette tornare alle isole Gotō. La banda di pirati di Ye Ma intercettò una spedizione di riso e vino presumibilmente destinata all'esercito Ming a Jiaxing e si rallegrò. Il dirottamento faceva in realtà parte di uno stratagemma dei Ming, i quali avevano avvelenato il vino e avevano deliberatamente inviato gli uomini lungo le pericolose rotte frequentate dai wokou. Dopo aver riportato 700-800 vittime a causa del veleno, la banda di Ye Ma si ritirò a Songjiang. Chen Dong razziò la regione del lago dell'Ovest e circondò la città di Hangzhou, ma poiché i suoi alleati non arrivavano, tolse l'assedio all'inizio di maggio 1555 e continuò a imperversare in tutta la provincia di Zhejiang.
Per scacciare i pirati, Zhang Jing chiamò rinforzi dallo Shandong, dal Guangxi e dall'Huguang. Le circa 6 000 reclute dallo Shandong arrivarono per prime, ma subirono una sconfitta devastante e dovettero ritirarsi. Zhang Jing decise di radunare le sue forze e attendere l'arrivo delle 11 000 "truppe lupo" autoctone. Tuttavia, l'apparente inattività con cui Zhang Jing portò a termine la sua missione attirò delle critiche, portando alla sua destituzione. Il 13 marzo 1555, l'imperatore mandò Zhao Wenhua nelle regioni colpite dai wokou per compiere sacrifici al dio del mare e constatare la situazione da un punto di vista militare. Zhao Wenhua era un protetto di Yan Song, l'artefice della caduta di Xia Yan che aveva controllato la corte imperiale da allora, ragion per cui Zhao aveva un'influenza considerevole. Una volta giunto, Zhao Wenhua esortò Zhang Jing ad stroncare i pirati, ma quest'ultimo, maggiormente rispetto delle gerarchie rispetto a Zhao, non si lasciò persuadere e non volle nemmeno discutere con lui la sua strategia. Zhao Wenhua reagì scrivendo un memoriale al trono accusando Zhang Jing di aver deliberatamente ritardato l'operazione per un proprio tornaconto.
Malgrado questo sviluppo, subito dopo che Zhao Wenhua inviò il memoriale, Zhang Jing guidò le sue truppe autoctone appena arrivate insieme ai generali Lu Tang e Yu Dayou per sconfiggere i nemici nella battaglia di Wangjiangjing (王江涇), combattuta a nord di Jiaxing il 10 maggio 1555. Questa vittoria, in cui persero la vita 1 900 pirati, coincise con la più grande vittoria Ming mai riportata fino ad allora nella campagna anti-wokou. Quando la notizia della vittoria giunse alle orecchie all'imperatore, Yan Song lo convinse che l'azione aveva dimostrato la capacità di Zhang Jing di neutralizzare la minaccia. È credibile la teoria secondo cui Zhao Wenhua avesse ragione quando accusò Zhang di stare ritardando le manovre, tanto che colpì soltanto quando venne a sapere delle accuse mossegli contro da Zhao Wenhua. Di ciò se ne convinse anche l'imperatore; infuriato, ordinò l'arresto di Zhang Jing il 5 giugno e la stessa sorte riguardò il gran coordinatore dello Zhejiang, Li Tianchong, ritenuto incompetente. I due furono infine giustiziati durante la stessa occasione il 12 novembre.
Il sostituto di Zhang Jing, Zhou Chong (周珫), godeva di poteri notevolmente limitati rispetto al suo predecessore. Invece delle sei province costiere spettate a Zhang Jing, Zhou Chong appariva confinato al Chih-li, allo Zhejiang e al Fujian. Il censore investigativo degli affari militari nello Zhejiang, Hu Zongxian, fu elevato alla posizione di gran coordinatore di Li Tianchong. Hu fu ulteriormente promosso al rango di comandante supremo nell'aprile del 1556, dopo che Zhou Chong e il suo successore Yang Yi (楊宜) furono espulsi dopo meno di un anno di servizio a causa del loro deludente operato.

## Il comandante supremo Hu Zongxian e la razzia del 1556

### Una politica conciliante

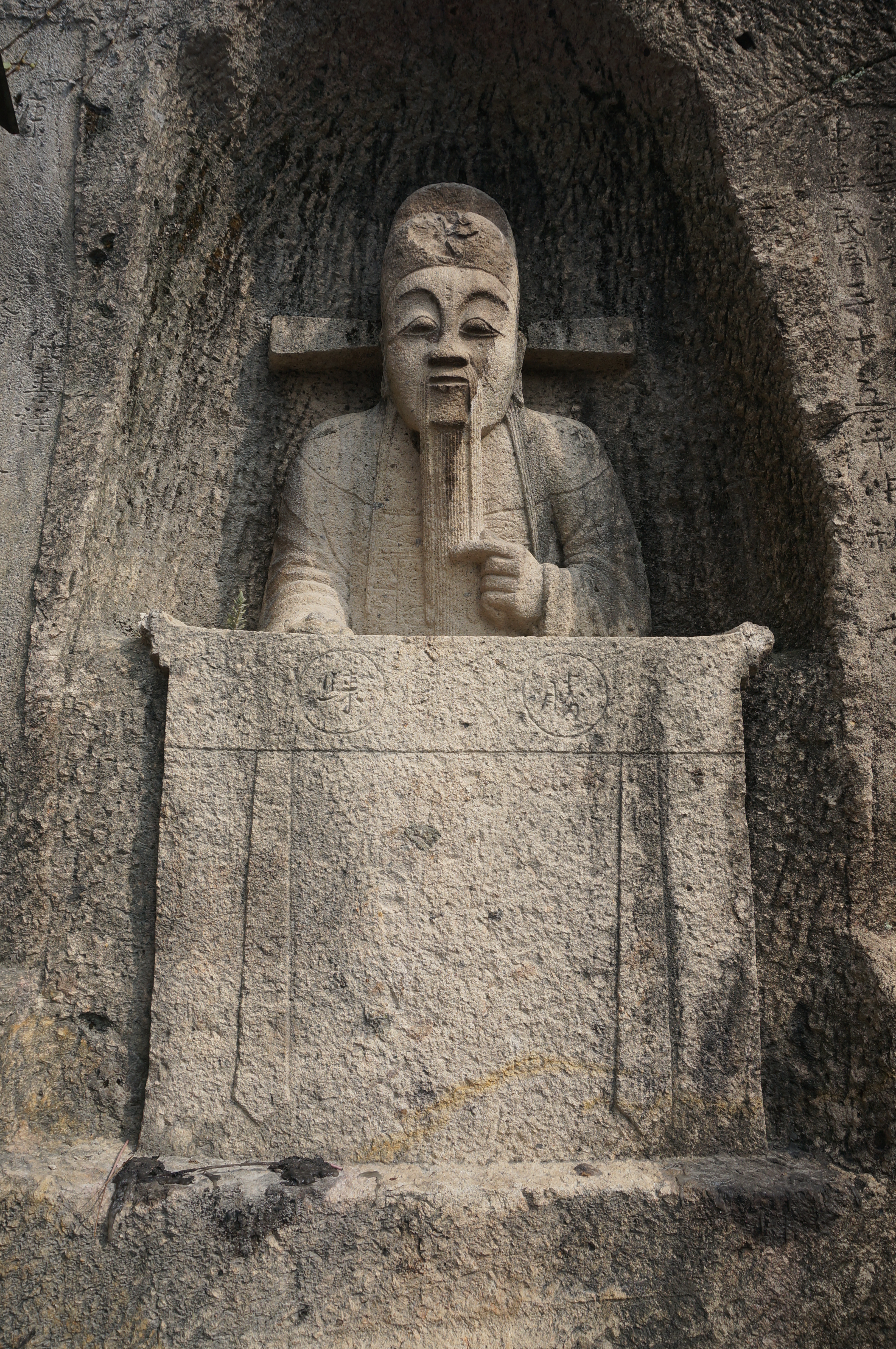
Statua di Hu Zongxian a Yuyao, nello Zhejiang

Rispetto alle effimere nomine dei suoi predecessori, Hu Zongxian rimase al potere fino al 1563. La sua longevità come comandante supremo, unita alla sua ascesa fulminea, si dovette in parte alla sua associazione con la cerchia di Zhao Wenhua. Quest'ultimo si oppose a una rigida applicazione degli impedimenti marittimi come quelli statuiti da Zhu Wan, favorendo invece l'apertura del commercio come mezzo per risolvere il problema wokou. Hu Zongxian, a sua volta, attuò una politica di riappacificazione, nonostante la disapprovazione dei suoi subordinati e gli ordini dell'imperatore di catturare Wang Zhi vivo o morto.
Quando era gran coordinatore, e dunque ancor prima di diventare comandante supremo, Hu Zongxian inviò degli emissari in Giappone, apparentemente per richiedere assistenza alle autorità locali, ma in realtà per stabilire un contatto con Wang Zhi e convincerlo ad arrendersi. Allettato dalla prospettiva di un commercio legale, Wang Zhi accettò di rendere sicure le coste dello Zhejiang dai pirati in cambio di un'amnistia. A titolo di gesto di buona volontà, inviò il figlio adottivo Mao Haifeng (毛海峰) a Hu Zongxian, mentre uno degli inviati di Hu rimase in Giappone. Wang Zhi avvertì anche Hu che uno dei comandanti pirati del suo gruppo, Xu Hai, stava per razziare di nuovo lo Zhejiang e Wang non fu in grado di fermarlo in tempo. Ciò allarmò Hu e causò una grave interruzione dei suoi piani di pacificazione, poiché egli disponeva soltanto di circa 10 000 uomini sotto il suo comando. Zhao Wenhua aveva smantellato le truppe autoctone che Zhang Jing aveva radunato dopo la vittoria a Wangjiangjing, credendo che la situazione fosse sotto controllo. Al contrario, la situazione militare si incancrenì ulteriormente, con i predoni all'orizzonte e le truppe autoctone dismesse che si rivoltarono contro i villaggi locali e i soldati imperiali.

### La battaglia di Zaolin e l'assedio di Tongxiang
Xu Hai inaugurò la sua campagna con tre flotte, ciascuna formata da diverse migliaia di uomini, che sbarcarono rispettivamente vicino a Yangzhou, Shanghai e Ningbo. In seguito si scoprì che si trattava di attacchi diversivi, volti ad allontanare i difensori Ming mentre la flotta principale di Xu Hai, composta da oltre 10 000 uomini, sbarcava a Zhapu, puntando alle grandi città di Hangzhou, Suzhou e alla capitale secondaria Nanchino. Dopo aver surclassato la marina Ming a Zhapu, Xu Hai ordinò che le sue imbarcazioni fossero distrutte, dicendo che non vi sarebbe stato modo di tornare indietro. Si incontrò poi con i suoi compagni predoni Chen Dong e Ye Ma a Zhelin, loro base operativa nel 1555. Il gruppo si diresse quindi verso l'entroterra e andò a saccheggiare le città mercantili di Wuzhen e Zaolin (皂林) nel maggio 1566. In quest'ultima località, Xu Hai si imbatté in una tenace resistenza attuata da Zong Li (宗禮), che disponeva di soli 900 soldati provenienti dalla Cina settentrionale. Dopo tre giorni di lotta, lo stesso Xu Hai fu ferito e la sua forza apparì sull'orlo della sconfitta; gli attacchi successivi portarono al massacro delle truppe governative, che a quel punto avevano esaurito rifornimenti ed energia. I rinforzi guidati da Ruan E (阮鶚) non raggiunsero Zaolin in tempo per fornire sostegno a Zong Li e furono inseguiti dai vittoriosi predoni fino alla città murata di Tongxiang.
Il 31 maggio, i predoni di Xu Hai assediarono Tongxiang con un vasto arsenale di macchine d'assedio a loro disposizione, tra cui torri d'assedio montate su barche, arieti a ruote e cannoni girevoli a retrocarica portoghesi. Tuttavia, Tongxiang era protetta da nuove mura completate nel 1553 e presidiata da guarnigioni competenti che seppero sopportare l'assedio. Gli aggressori, alla fine, persero interesse nel continuare a condurre questo dispendioso assalto e si accontentarono di provare a costringere all'inedia i difensori. Ruan E inviò pressanti richieste di aiuto in cui biasimava la politica conciliante di Hu Zongxian e sollecitava un intervento tempestivo, ma Hu Zongxian non eseguì alcuno sforzo per allentare l'assedio se non dando prova di forza, poiché il morale dei suoi uomini era particolarmente e comprensibilmente basso dopo la sconfitta di Zaolin. Forse nel tentativo di prendere tempo mentre aspettava i rinforzi, Hu si ritirò nel suo quartier generale a Hangzhou e cercò di negoziare con Xu Hai tramite degli intermediari.
Xu Hai, ferito e impantanato nell'assedio, rimase sconvolto nello scoprire che Wang Zhi stava negoziando la sua resa con Hu Zongxian e che Mao Haifeng stava già aiutando Hu a sconfiggere i pirati nella baia di Hangzhou. Xu Hai disse agli agenti di Hu che, malgrado non fosse impossibile che si arrendesse, non poteva affermare lo stesso del suo alleato Chen Dong, al che gli agenti falsamente replicarono dicendo che Chen Dong aveva già raggiunto un accordo con il governo. Ciò rese Xu Hai tremendamente sospettoso di Chen Dong, il quale divenne irrequieto quando apprese che Xu Hai stava incontrando degli agenti governativi. Alla fine, Xu Hai accettò di arrendersi a condizione che Hu Zongxian gli garantisse il perdono e placasse i suoi seguaci giapponesi con dei doni. Circa un mese dopo l'assedio, Xu Hai liberò 200 prigionieri Ming in segno di buona volontà e si ritirò da Tongxiang. Chen Dong si ritrovò abbandonato dal suo alleato e attaccò furiosamente Tongxiang per un altro giorno prima di ritirarsi in un'altra direzione.

### Implosione dell'alleanza piratesca
I predoni in ritirata si diressero verso la costa a Zhapu portando con sé il bottino. Le loro imbarcazioni fluviali pesantemente cariche, sicuramente superiori alle migliaia, erano ormeggiate fianco a fianco per svariati chilometri. Tuttavia, non disponevano delle imbarcazioni adatte alla navigazione per abbandonare la Cina, poiché Xu Hai aveva distrutto le proprie quando erano sbarcati per la prima volta. Lì Hu Zongxian propose loro un accordo: a tutti coloro che desideravano arrendersi sarebbero stati assegnati incarichi nell'esercito, mentre a tutti coloro che desideravano tornare in Giappone sarebbero state fornite imbarcazioni per navigare fin lì. I predoni non ebbero altra scelta che accettare la proposta. Considerando che Hu Zongxian aveva così ammansito Xu Hai, egli lo incitò ad attaccare i suoi compagni predoni a nord nel Songjiang, affinché dimostrasse la propria lealtà. Xu Hai eseguì gli ordini, sperando di tenere per sé il bottino e le imbarcazioni dei pirati di Songjiang. Mentre avvenivano queste lotte intestine a Zhujing (朱涇), il generale Yu Dayou bruciò le imbarcazioni fluviali che Xu Hai aveva lasciato indietro e sgominò gli ostili rimasti a Songjiang in fuga da Xu Hai. L'operazione compromise qualsiasi azione per quest'ultimo, che rimase impossibilitato a compiere qualsiasi contromossa. In preda al panico, mandò dei regali e un fratello minore come ostaggio a Hu per rassicurarlo sulla sua reale volontà di arrendersi.
Per fiaccare ulteriormente il potere di Xu Hai, Hu Zongxian sfruttò la tensione preesistente tra Xu Hai, Chen Dong e Ye Ma. Xu Hai e Ye Ming avevano precedentemente litigato per una donna che avevano preso prigioniera e per la divisione del loro bottino, quindi Xu Hai non ebbe scrupoli ad attirare Ye Ming a un banchetto governativo. Ye Ma, immaginando che le navi che gli erano state promesse sarebbero state finalmente pronte per la consegna, si ubriacò così tanto al banchetto che fu arrestato dagli ufficiali senza problemi. Xu Hai esitò a fare lo stesso con Chen Dong, poiché, nonostante le loro differenze, Chen Dong era una figura potente a Satsuma e Xu Hai non poteva permettersi di inimicarsi lì i suoi clienti. Hu Zongxian cercò di influenzare Xu Hai in diversi modi, provando innanzitutto a corrompere le amanti di Xu per spronarlo ad agire. In seguito, fece scrivere a Ye Ma una lettera a Chen Dong denunciando Xu Hai, prendendo poi quella lettera e dandola a Xu Hai con l'intenzione di fargli credere che fosse in atto una cospirazione contro di lui. Infine, Hu forzò la mano di Xu Hai imponendogli un ultimatum: mandare Chen Dong o subire la pena di morte. Apprendendo tale notizia, Xu Hai inviò disperatamente il suo bottino «del valore di più di mille monete d'oro» ai suoi sostenitori giapponesi, gli Shimazu, chiedendo di prendere in prestito i servizi di Chen Dong. Quando Chen Dong arrivò, Xu Hai lo fece consegnare alle autorità. Xu Hai ingannò quindi i seguaci di Chen Dong dicendo che le navi che il governo aveva promesso erano pronte a Zhapu, conducendoli alla spiaggia. Lì, notando le navi schierate di fronte a loro, i seguaci di Chen si precipitarono a bordo. Le truppe governative irruppero quindi dalle loro posizioni fortificate e massacrarono gli uomini in preda allo scompiglio. I pochi predoni che riuscirono a dirottare i mezzi furono radunati da una flottiglia navale lì vicino. Nell'agosto del 1556, Hu Zongxian, tramite Xu Hai, aveva eliminato due dei principali gruppi wokou operanti in Cina. Chi rimaneva attivo era Xu Hai, intrappolato sulla costa cinese e impossibilitato a tornare in Giappone a causa del suo tradimento.

### Scontro nelle terre della famiglia Shen
In quel preciso momento, Hu Zongxian aveva quasi radunato le sue forze. Lu Tang aveva ottenuto una vittoria decisiva a Taizhou a sud di Ningbo ed era tornato per aiutare a trattare con Xu Hai; mentre 6 000 nuovi soldati provenienti dal Baojing e dallo Yongshun erano in viaggio allo scopo di fornire ausilio a Hu Zongxian. L'ispettore imperiale Zhao Wenhua ribadì il desiderio dell'imperatore, ossia un netto rifiuto per qualsiasi resa, così Hu Zongxian fece finta di arrendersi a Xu Hai mentre aspettava il momento opportuno per colpire. Nel frattempo, Xu Hai si era stabilito nella residenza della famiglia Shen (沈家莊, Shenjiazhuang) di Pinghu, dove reclutò fino a 300 nuovi seguaci organizzando banchetti per i suoi vicini, aggiungendoli alle migliaia o più di predoni ancora sotto il suo comando e a quanto rimaneva del gruppo di Chen Dong vicino alla residenza. Con il trascorrere del tempo assunse sempre più atteggiamenti recalcitranti, rifiutando un invito a una festa di mezzo autunno e persino uccidendo un inviato di Hu Zongxian.
A fine settembre, arrivarono rinforzi da Baojing e Yongshun ed ebbero luogo delle schermaglie su scala minore intorno alla tenuta della famiglia Shen. Prima di iniziare l'attacco finale, Hu Zongxian convinse il suo prigioniero Chen Dong a scrivere una lettera ai suoi seguaci accampati vicino alle forze di Xu Hai, avvertendoli che Xu Hai stava cospirando con le truppe governative per annientarli in un'operazione a tenaglia. Ciò spinse gli uomini di Chen Dong ad attaccare il gruppo di Xu Hai il 27 settembre, dopodiché le forze governative si gettarono nella mischia da tutte le direzioni, uccidendo indiscriminatamente chiunque incontrassero. Il 29 settembre, la battaglia si concluse con la morte di circa 1 600 predoni e il corpo di Xu Hai fu trovato in un ruscello vicino alla tenuta. Il 10 ottobre, Chen Dong, Ye Ma e il fratello ostaggio di Xu Hai furono tutti giustiziati a Jiaxing, evento che coincise con la fine dell'invasione wokou del 1556.

## Cattura di Wang Zhi
Annientati i guerrieri di Xu Hai, Hu Zongxian poté concentrare i suoi sforzi nell'assicurare la resa di Wang Zhi. Mao Haifeng era stato rimandato da Wang Zhi per convincerlo a recarsi in Cina di persona, poiché Wang Zhi non aveva mai guidato personalmente delle incursioni. Tuttavia, nel settembre del 1557, quando Wang Zhi si stava preparando a presentarsi alle autorità per discutere l'apertura del commercio estero, Zhao Wenhua, il principale promotore di una politica di riappacificazione, fu accusato di appropriazione indebita, perse il favore imperiale e dopo essere stato destituito fu colto da una malattia e morì da cittadino comune. Lo scenario politico non permise a Hu Zongxian o Yan Song di chiedere all'imperatore la grazia per Wang Zhi.
Il 17 ottobre 1557, Wang Zhi arrivò all'isola di Zhoushan con una grande flotta commerciale. Lì stabilì le sue condizioni per la resa: chiese la grazia imperiale, la costituzione di una commissione navale e l'apertura dei porti al commercio; in cambio, si offrì di pattugliare la costa e di convincere i briganti a tornare sulle isole con la forza, se necessario. Hu Zongxian si trovò allora di fronte a un dilemma: non poteva lasciar andare Wang Zhi, ma se avesse accettato la sua resa avrebbe potuto essere costretto a giustiziarlo, vanificando i tentativi di sedare gli animi. A dicembre, fiducioso dei suoi piani e della sua intoccabilità, Wang Zhi sbarcò a Hangzhou. Lì gli fu riservato un trattamento cortese dalle autorità, che temevano di inimicarsi i suoi seguaci, mentre cercavano di capire quale destino riservargli. In tale frangente, Hu Zongxian chiese a Wang Zhi di aiutarlo a fabbricare archibugi per l'esercito Ming, circostanza che portò l'arma a essere ampiamente utilizzata in Cina. Infine, nel febbraio dell'anno successivo, Wang Zhi fu mandato in prigione, dove fu autorizzato a godere di un trattamento di favore accedendo a libri e ricevendo del cibo salutare. Wang Zhi credeva che fosse stato stretto un accordo temporaneo e continuò a sperare in una grazia fino al 22 gennaio 1560, quando un editto imperiale emanò la condanna a morte ed egli fu senza troppi patemi decapitato.
Decapitato il vertice, la corte Ming sperava che l'uccisione di Wang Zhi ne avrebbe disperso i seguaci. Al contrario, come paventavano i funzionari che spingevano per i negoziati, gli uomini di Wang Zhi rinunciarono a ogni speranza di instaurare dei commerci pacifici e tornarono ai loro modi violenti. Sentendosi tradito dopo l'arresto di Wang Zhi, Mao Haifeng fece dell'isola di Zhoushan la sua roccaforte e lanciò delle saltuarie incursioni nello Zhejiang e nel Fujian. Hu Zongxian concentrò tutte le sue energie sulla necessità di scacciare Mao dallo Zhoushan nel marzo del 1558, convergendo sull'isola da sei direzioni con i generali Yu Dayou e Qi Jiguang. Malgrado le buone intenzioni, egli fallì e fu costretto a ritirarsi. Mitigate le crescenti critiche contro di lui incolpando Yu e Qi, si affrettò a inviare a Pechino un cervo bianco, un simbolo taoista di buon auspicio, infondendo grande gioia nell'imperatore. I pirati, alla fine, abbandonarono Zhoushan nel dicembre dello stesso anno a causa della forte presenza militare riscontrata e si dispersero a sud, verso il Fujian, divenuto la loro nuova area operativa. Nell'estate del 1559, le bande di razziatori rimaste nel fiume Azzurro furono annientate.

## La fine della crisi wokou

### Azione militare nel Fujian

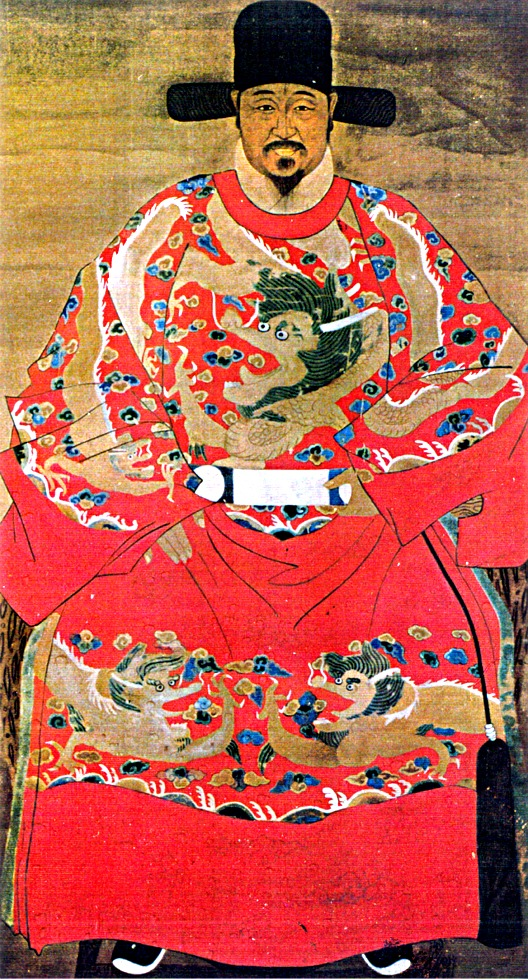
Qi Jiguang

Hu Zongxian rivolse la sua attenzione al Fujian dopo che la situazione nello Zhejiang si era stabilizzata. Ad ogni modo, mentre lo faceva, il suo alleato Yan Song iniziò a divenire sgradito alla corte imperiale e perse quindi la sua posizione di gran segretario anziano nel giugno del 1562. Nella successiva epurazione dei fedelissimi di Yan, Hu Zongxian fu messo sotto accusa per essere stato troppo amichevole con Wang Zhi e, tra le altre presunte trasgressioni, per aver gestito inopinatamente i fondi militari. L'imperatore Jiajing intercesse per lui e permise a Hu di ritirarsi senza che fosse rimosso alcun titolo nel 1563. Volendo analizzare meglio il contesto, si deve constatare che la posizione di comandante supremo di Hu Zongxian, chiamato a supervisionare tre province, era considerata troppo potente, soprattutto perché i wokou si erano allontanato dalla cruciale regione di Jiangnan. Queste ragioni spinsero l'imperatore ad abolire la carica dopo che Hu Zongxian lasciò l'incarico e i gran coordinatori divennero di nuovo la figura principale in quelle province. Più tardi, nel novembre del 1565, emersero nuove delle prove che incriminavano Hu Zongxian per aver tentato di corrompere il figlio di Yan Song, e Hu morì poco dopo mentre si trovava costretto in prigione.
Nel Fujian, i seguaci di Wang Zhi da Zhoushan assunsero il controllo di Kinmen e fecero di quell'isola la loro testa di ponte per razziare in lungo e in largo la costa assiame ai corsari cantonesi. Nel dicembre del 1562, la città prefettizia di Xinghua (l'attuale Putian) fu espugnata dopo un assedio durato un mese, insieme a molte città importanti che la circondavano. Il generale Qi Jiguang fu nominato vice comandante mentre il suo amico Tan Lun, forte oppositore dei wokou, fu nominato gran coordinatore del Fujian nel 1563. Qi Jiguang aveva ormai radunato il suo esercito con i contadini più prestanti di Yiwu e aveva ideato la formazione a mandarino (鴛鴦陣) per contrastare i formidabili contingenti giapponesi tra i wokou. Questo esercito si dimostrò vincente nelle lotte successive e Qi continuò ad addestrare delle reclute del Fujian allo stesso modo. Con le sue truppe altamente disciplinate, Qi Jiguang riconquistò la città di Xinghua e distrusse l'ultimo grande presidio pirata nel Fujian entro il maggio del 1563. Chi riuscì a fuggire e a navigare più a sud fu gradualmente ucciso o catturato in una serie di campagne condotte nel sud dello Jiangxi e nel Guangdong tra il 1564 e il 1566. Tramite queste operazioni belliche, la regione montuosa tra il Guangdong, il Fujian e il sud dello Jiangxi, che rappresentava un rifugio sicuro per i banditi sin dai primi anni del XVI secolo, tornò sotto il controllo imperiale. Nel 1567, la pirateria non veniva più considerata una seria minaccia sulla costa cinese.

### Legalizzazione del commercio estero
Mentre la quiete ritornava in maniera graduale, avvenne un lungimirante cambiamento nella politica marittima Ming in merito ai commerci esteri. Già nel 1530, gli impedimenti marittimi erano stati di fatto revocati nella provincia costiera meridionale del Guangdong, dove gli scambi non tributari venivano tassati. Le autorità provinciali avevano sperato che, aprendo le rotte, gli economicamente emarginati abitanti del Guangdong avrebbero goduto di benefici tali da non dover avvicinarsi alla pirateria. Inoltre, il Guangdong fu risparmiato dalle minacciose incursioni dei pirati durante gli anni più critici della crisi wokou, e coloro che avevano invaso il Guangdong furono repressi con relativa facilità. Nel 1554, le autorità provinciali stipularono una storica intesa con i lusitani, tornati nel Guangdong dopo le loro disgrazie nello Zhejiang e nel Fujian, ai quali sarebbe stato permesso di stabilirsi a Macao e commerciare a Guangzhou pagando una tassa annuale. I portoghesi avrebbero quindi aiutato i Ming a distruggere le flotte pirata nella zona, venendo infine ricompensati con il riconoscimento imperiale della occupazione di Macao da parte dell'imperatore Wanli (r. 1563-1620). Questo insediamento durò fino al 1999, quando Macao passò sotto la sovranità della Repubblica Popolare Cinese.
Pochi mesi dopo la morte dell'imperatore Jiajing nel 1567, ogni divieto marittimo fu ufficialmente revocato e il Fujian divenne aperto a tutti i commerci esteri (tranne quelli giapponesi). Il vecchio sito di contrabbando di Yuegang ("Porto della Luna") fu rinominato Haicheng (海澄, "mari limpidi") e fu fortemente incoraggiata una sua crescita nel Fujian. Il commercio con i giapponesi, espressamente proibito a causa della loro presunta ingerenza nelle incursioni wokou, fu alla fine condotto in entità terze come il regno delle Ryūkyū e la Macao portoghese, che prosperarono notevolmente come intermediari tra mercanti cinesi e giapponesi. In tal modo, la Cina si inserì a tutti gli effetti ufficialmente nella rete commerciale globale che si stava formando nell'Età delle Scoperte.

## Giudizio storiografico

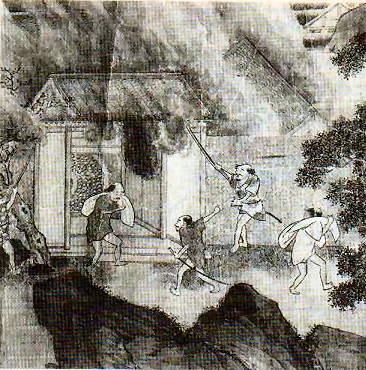
Illustrazione che ritrae una razzia dei wokou

Gli studi dedicati al fenomeno wokou, in particolare sulla loro identità, sono stati controverso nel corso dei secoli sia a livello nazionale che internazionale. Anche mentre la crisi era in corso nel XVI secolo, un certo numero di funzionari aveva sottolineato l'inadeguatezza del termine "wokou", che significa pirati giapponesi, per riferirsi a un fenomeno prevalentemente cinese. Nonostante alcuni autori avessero sottolineato l'inadeguatezza di tale termine, in molti non hanno accolto il suggerimento e hanno spesso definito tutti i pirati con l'esonimo "Wo" (giapponesi). Per i soldati, tagliare la testa a un presunto giapponese garantiva una ricompensa in denaro maggiore dal governo. Al contempo, per i funzionari locali fingere che i pirati fossero nipponici forniva un valido pretesto per ritenere che le loro responsabilità esulassero dal reprimere una minaccia così ampia. Al contempo, chi si dava alla pirateria poteva celarsi dietro all'etichetta "wokou" e addossare la colpa ai giapponesi.
I Veritieri Registri dei Ming, da cui derivava la Storia dei Ming ufficiale, definiscono i contrabbandieri come pirati e identificano i ministri favorevoli ai liberi scambi come Yan Song e Zhao Wenhua alla stregua di «collaboratori di Wo». È per questa ragione che la Storia dei Ming colloca le loro biografie nella sezione "Ministri traditori" (奸臣傳). Il compilatore dei Veritieri Registri dei Ming per l'era Jiajing, il gran segretario anziano Xu Jie, era ansioso di denunciare il suo predecessore e nemico politico Yan Song in questo lavoro, ma così facendo oscurò l'intera epopea dei wokou dal suo lavoro. Poiché la Storia dei Ming rientra fra le Ventiquattro Storie, l'insieme delle storie ufficiali della Cina, molti scrittori hanno ritenuto l'opera una pietra miliare in materia fino al Novecento.
La ricostruzione tradizionale secondo cui il fenomeno dei wokou sarebbe stato esclusivamente nipponico sopravvisse fino al XX secolo. Durante la seconda guerra sino-giapponese, tra il 1937 e il 1945, sia gli esperti cinesi che quelli giapponesi strumentalizzarono la figura dei wokou di Jiajing per instillare sentimenti nazionalistici nei rispettivi Paesi. Scrittori giapponesi quali Takekoshi Yosaburō, Tomaru Fukuju e Mogi Shuichiro si dimostrarono più interessati all'aspetto militare delle incursioni e hanno considerato i wokou parte di una «nobile tradizione per la marina giapponese e per la costruzione dell'impero giapponese». Dal canto loro, gli studiosi cinesi dell'epoca come Chen Mouheng e Wu Chonghan incolparono i nipponici (e talvolta gli «imperialisti» portoghesi) di aver istigato le incursioni dei wokou di Jiajing; ai cinesi che avevano collaborato si riconosceva comunque un ruolo secondario. Inoltre, gli storici cinesi del tempo si concentrarono sulla devastazione causata dai predoni e sulla risposta Ming senza approfondire troppo la natura dei wokou stessi. Questa tendenza prevalse fino alla guerra di Corea, quando gli studi sul wokou tornarono ad essere permeati di retorica patriottica. I toni lusinghieri riservati a Qi Jiguang, dipinto alla stregua di un eroe nazionale, furono un sottoprodotto degli sforzi propagandastici dell'epoca.
Nonostante costituissero una minoranza durante gli anni Trenta, i ricercatori giapponesi di diplomazia internazionale come Fujita Toyohachi, Akiyama Kenzo e Kobata Atsushi si dimostrarono ansiosi di sottolineare il collegamento tra le attività piratesche e il commercio estero. Questa linea interpretativa fu ripresa da Katayama Seijiro e Sakuma Shigeo negli anni Cinquanta e Sessanta, i quali notarono che sebbene tutti i pirati costieri fossero etichettati come "wokou", le incursioni erano in realtà eseguite da "mercanti traditori" (奸商) e famiglie influenti della Cina. Ciò lo spinse a concludere che i disordini avevano le loro radici nei cambiamenti sociali ed economici nella società costiera cinese e quindi non erano una propaggine della diplomazia sino-giapponese. Gli storici taiwanesi degli anni Sessanta aderirono a questa visione, aggiungendo che il collegamento tra commercio e pirateria era il risultato del divieto Ming contro il commercio marittimo privato. Negli anni Settanta e Ottanta, quando gli studiosi della Cina continentale dimostrarono interesse per i "germogli del capitalismo" della dinastia Ming da media a tarda, essi seguirono i precedenti studi giapponesi e taiwanesi e classificato l'epopea dei wokou di Jiajing come manifestazioni di lotte antifeudali e filo-capitaliste delle società costiere. Da allora, degli autori cinesi fedeli a tale filone come Dai Yixuan, Fan Shuzhi, Lin Renchuan e Chen Kangsheng si dicono appartenenti alla scuola "Nuova tesi wokou".

## Influenza culturale
Il conflitto ha ispirato diverse pellicole, tra cui:
- I Valorosi (忠烈圖), un film di Hong Kong del 1975 diretto da King Hu. Tra i personaggi storici rappresentati nel film figura il generale Yu Dayou, interpretato da Roy Chiao.
- Il Grande Generale (戚繼光, Qi Jiguang), un film taiwanese del 1978 diretto da Ting Chung e incentrato sul generale Qi Jiguang.[118]
- I Nuovi Valorosi (新忠烈图), un film di Hong Kong del 2006 diretto da Xin Liu. Nicky Wu interpreta il generale Cao Ding.
- Dio della Guerra (荡寇风云), un film della Cina continentale del 2017 diretto da Gordon Chan. Tra i personaggi storici rappresentati ci sono i generali Qi Jiguang (interpretato da Vincent Zhao) e Yu Dayou (interpretato da Sammo Hung).